# All the Stuff (And More!) Volume 2
All the Stuff (And More!) Volume 2 – album kompilacjny amerykańskiego zespołu Ramones, wydany 31 maja 1990. Zawiera utwory wydane wcześniej na albumach: Rocket to Russia i Road to Ruin.

## Lista utworów
1. „Cretin Hop” (Ramones) – 1:56
2. „Rockaway Beach” (Dee Dee Ramone) – 2:06
3. „Here Today, Gone Tomorrow” (Joey Ramone) – 2:49
4. „Locket Love” (Ramones) – 2:11
5. „I Don't Care” (Joey Ramone) – 1:39
6. „Sheena Is a Punk Rocker” (Joey Ramone) – 2:49
7. „We're a Happy Family” (Ramones) – 2:30
8. „Teenage Lobotomy” (Ramones) – 2:01
9. „Do You Wanna Dance?” (Bobby Freeman) – 1:55
10. „I Wanna Be Well” (Ramones) – 2:28
11. „I Can't Give You Anything” (Ramones) – 2:01
12. „Ramona” (Ramones) – 2:35
13. „Surfin' Bird” (Carl White/Alfred Frazier/John Harris/Turner Wilson) – 2:36
14. „Why Is It Always This Way?” (Ramones) – 2:15
15. „Slug” (Ramones) – 2:21
16. „I Want You Around (Original Version)” (Ramones) – 2:53
17. „I Just Want to Have Something to Do” (Joey Ramone) – 2:42
18. „I Wanted Everything” (Dee Dee Ramone) – 3:19
19. „Don't Come Close” (Ramones) – 2:45
20. „I Don't Want You” (Ramones) – 2:26
21. „Needles And Pins” (Sonny Bono/Jack Nitzsche) – 2:21
22. „I'm Against It” (Ramones) – 2:07
23. „I Wanna Be Sedated” (Joey Ramone) – 2:29
24. „Go Mental” (Dee Dee Ramone) – 2:41
25. „Questioningly” (Dee Dee Ramone) – 3:22
26. „She's the One” (Ramones) – 2:12
27. „Bad Brain” (Ramones) – 2:24
28. „It's a Long Way Back” (Dee Dee Ramone) – 2:21
29. „I Don't Want To Live This Life (Anymore)” (Ramones) – 3:27
30. „Yea, Yea” (Ramones) – 2:07